# 이오 (1042년)
이오(李䫨, 1042년 ∼ 1110년)는 고려 전기의 문신, 외척, 사상가이다. 문하시중 이자연의 조카이고 인예왕후, 인경현비, 인절현비와는 사촌간이다. 문과에 급제하여 직한림원(直翰林院)이 된 뒤 문종·순종·선종·헌종·숙종·예종 등 여섯 왕을 모셨으며, 두번 과거를 주관하였다.다. 본관은 인주(仁州)이고 호는 금강 또는 금강거사(金剛居士)이다. 시호는 문량(文良)이다.

## 생애
상서좌복야 이한(李翰)의 손자이며, 이자상(李子祥)의 아들이다. 백부 이자연은 문종의 국구였고, 대고모 안산대부인은 원성왕후, 원혜왕후, 원평왕후의 친정어머니였다.
문과에 급제하여 직한림원(直翰林院)이 된 뒤 여러 벼슬을 거쳐 1097년(숙종 2) 예빈경(禮賓卿) 겸 추밀원부사(樞密院副使), 1098년(숙종 3) 예부상서가 되었다. 1100년(숙종 5) 동지추밀원사(同知樞密院事)가 되었고, 그해 지공거가 되어 진사시를 주관하여 진사를 뽑고 복시도 주관하였다.
정당문학으로 재직 중 1101년(숙종 6) 장단 총지사(摠持寺)에서 대각국사(大覺國師) 의천(義天)이 죽자, 정당문학으로서 대각국사의 재주와 행실이 뛰어나고 명망이 높으므로 예를 어겨서라도 복(服)을 입어야 한다고 주장하였다. 이때 일부 유신들은 반대하였으나, 왕이 그의 건의를 받아들여 소복과 현관(玄冠)을 쓰고 장례를 지내게 하였다.
1103년(숙종 8) 검교사도(檢校司徒)와 수사공(守司空)·판형부사(判刑部事), 1104년(숙종 9) 수사공(守司空)·상서우복야(尙書右僕射)·중서시랑평장사(中書侍郎平章事)·판삼사사(判三司事)·태자소보(太子少保)가 되었다.
예종이 즉위하여 문하시랑동평장사(門下侍郎同平章事)에 제수되었고, 다음해 상주국(上柱國) 훈위를 받았다. 1107년(예종 2) 문덕전태학사(文德殿太學士)·판상서예부사(判尙書禮部事)·수국사(修國史)가 되었으며, 1109년(예종 4) 다시 지공거가 되어 과거시험을 주관하였다.
1110년 개부의동삼사(開府儀同三司)·검교태사(檢校太師)·수태보(守太保)·문하시랑(門下侍郎)·동중서문하평장사(同中書門下平章事)·판상서예부(判尙書禮部)·한림원사(翰林院事)가 되고 수국사(修國史)·상주국(上柱國)의 훈위를 다시 받았다. 학문에 뛰어나고 불교에도 조예가 깊었으며, 특히 《금강경》을 좋아하여 스스로 금강거사라는 호를 지어 불렀다. 시호는 문량(文良)이다.

## 가족 관계
- 아들 : 이언림(李彦林)
  - 손자 : 이광진(李光瑨)
    - 증손 : 이유인(惟仁)
    - 증손 : 이유의(李惟誼)
    - 증손 : 이유직(李惟直)
    - 증손 : 이유양(李惟諒)
    - 증손 : 이유경(李惟卿)
    - 증손 : 이유온(李惟溫)
    - 증손 : 윤복원(尹復元)에게 출가

  - 손자 : 이요일(李寥一)
  - 손자 : 이백선(李伯仙)
    - 증손 : 이인로(李仁老)

  - 손녀 : 최부항(崔裒抗)에게 출가

## 같이 보기
- 이자연
- 이자의
- 사숙왕후
- 이자겸